# Yoo Yeon-Seong
Yoo Yeon-Seong (en coreano: 유연성; Jeongeup, 19 de agosto de 1986) es un deportista surcoreano que compitió en bádminton, en la modalidad de dobles. Ganó tres medallas en el Campeonato Mundial de Bádminton entre los años 2011 y 2015.

## Palmarés internacional
| Campeonato Mundial | Campeonato Mundial     | Campeonato Mundial | Campeonato Mundial |
| Año                | Lugar                  | Medalla            | Prueba             |
| ------------------ | ---------------------- | ------------------ | ------------------ |
| 2011               | Londres (Reino Unido)  | Medalla de plata   | Dobles             |
| 2014               | Copenhague (Dinamarca) | Medalla de plata   | Dobles             |
| 2015               | Yakarta (Indonesia)    | Medalla de bronce  | Dobles             |